# Cladonia variegata
Cladonia variegata är en lavart som beskrevs av Ahti. Cladonia variegata ingår i släktet Cladonia och familjen Cladoniaceae.   Inga underarter finns listade i Catalogue of Life.